# Finale Europacup I 1972

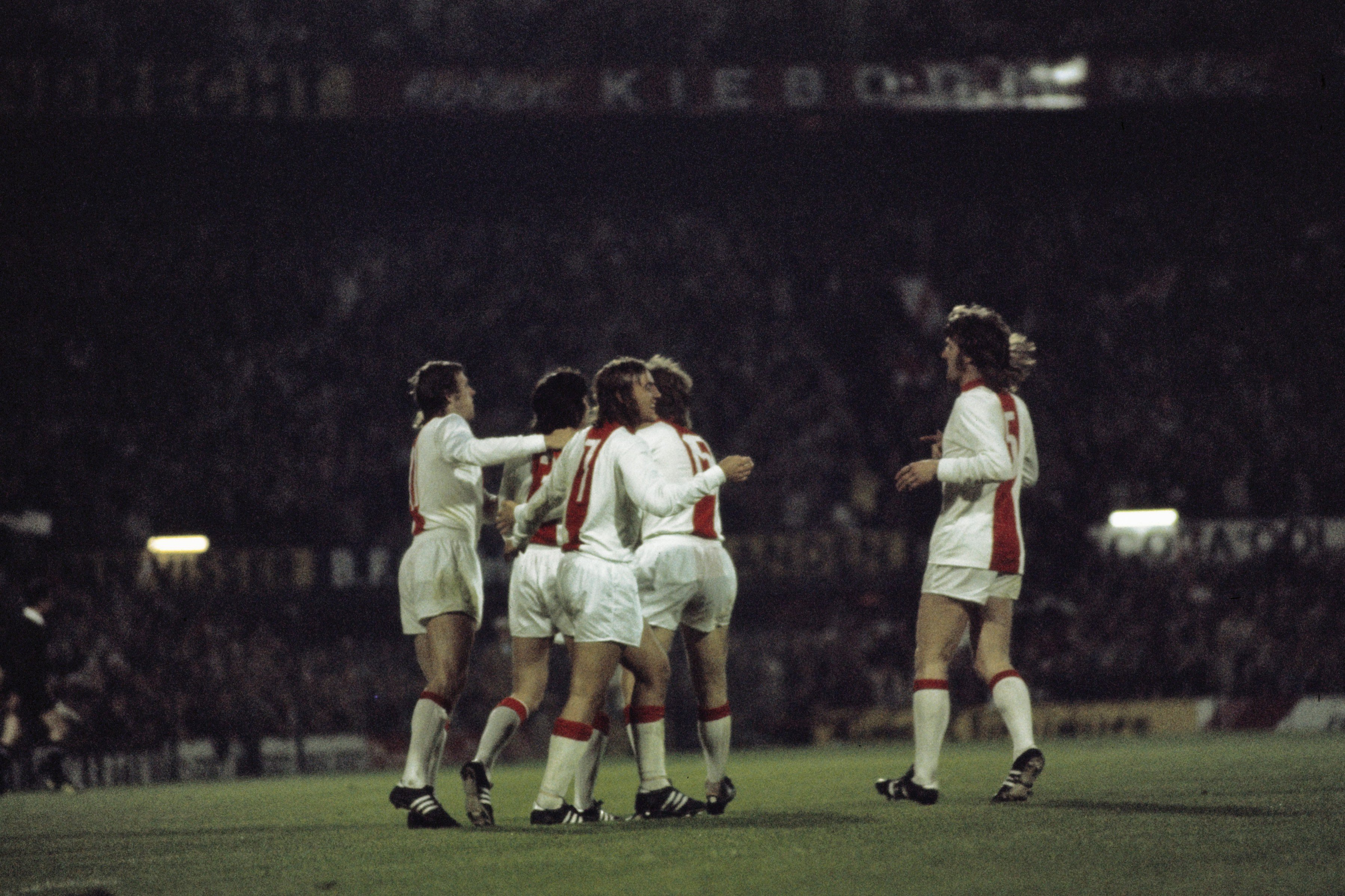
Vreugde van Ajax-spelers na het tweede doelpunt.

De finale van de Europacup I van het seizoen 1971/72 werd gehouden op 31 mei 1972 in De Kuip in Rotterdam. Voor de tweede keer op rij en de derde keer in totaal haalde Ajax de finale. De Nederlandse titelverdediger nam het in eigen land op tegen het Italiaanse Internazionale. Uitblinker Johan Cruijff, die een hele wedstrijd lang geschaduwd werd door verdedigende middenvelder Gabriele Oriali, maakte twee doelpunten en nam zo sportieve wraak voor de verloren finale van 1969 tegen Inters stadgenoot AC Milan.
De finale wordt gezien als een pleidooi voor aanvallend voetbal. De verdedigend ingestelde Italianen lagen de gehele wedstrijd onder vuur en hadden geen antwoord op het totaalvoetbal van Ajax. De wedstrijd wordt gezien als een van de hoogtepunten van het totaalvoetbal, dat in de jaren 70 wereldwijd bekend raakte door de prestaties van Ajax en het Nederlands voetbalelftal.

## Wedstrijd
|             |                  |       |                |                                                                                   |
| 31 mei 1972 | Ajax             | 2 – 0 | Internazionale | De Kuip, Rotterdam Toeschouwers: 61.354 Scheidsrechter: Robert Héliès (Frankrijk) |
| 31 mei 1972 | Cruijff 47', 78' |       |                | De Kuip, Rotterdam Toeschouwers: 61.354 Scheidsrechter: Robert Héliès (Frankrijk) |

| Ajax | Inter |

| Ajax:          |    |                   |
|                |    |                   |
| GK             | 1  | Heinz Stuy        |
| RB             | 3  | Wim Suurbier      |
| CB             | 4  | Barry Hulshoff    |
| CB             | 12 | Horst Blankenburg |
| LB             | 5  | Ruud Krol         |
| CM             | 15 | Arie Haan         |
| CM             | 7  | Johan Neeskens    |
| CM             | 9  | Gerrie Mühren     |
| RW             | 8  | Sjaak Swart       |
| CF             | 14 | Johan Cruijff     |
| LW             | 11 | Piet Keizer       |
| Wisselspelers: |    |                   |
| GK             | 13 | Sies Wever        |
| CB             | 2  | Heinz Schilcher   |
| CM             | 6  | Arnold Mühren     |
| CF             | 10 | Dick van Dijk     |
| RW             | 16 | Johnny Rep        |
| Ștefan Kovács  |    |                   |

| Internazionale:     |    |                    |     |
|                     |    |                    |     |
| GK                  | 1  | Ivano Bordon       |     |
| RB                  | 2  | Mauro Bellugi      |     |
| CB                  | 6  | Tarcisio Burgnich  |     |
| CB                  | 5  | Mario Giubertoni   | 12' |
| LB                  | 3  | Giacinto Facchetti |     |
| RM                  | 7  | Jair da Costa      | 56' |
| DM                  | 4  | Gabriele Oriali    |     |
| CM                  | 8  | Gianfranco Bedin   |     |
| AM                  | 10 | Sandro Mazzola     |     |
| LM                  | 11 | Mario Frustalupi   |     |
| CF                  | 9  | Roberto Boninsegna | 84' |
| Wisselspelers:      |    |                    |     |
| MF                  | 14 | Mario Bertini      | 12' |
| MF                  | 16 | Sergio Pellizzaro  | 56' |
| GK                  |    | Lido Vieri         |     |
| Coach:              |    |                    |     |
| Giovanni Invernizzi |    |                    |     |